# حملة بروس في أيرلندا
حملة بروس هي حملة عسكرية استمرت ثلاث سنوات في أيرلندا شنها إدوارد بروس، شقيق الملك الإسكتلندي روبرت بروس. استمرت من نزوله في لارن عام 1315 إلى هزيمته وموته في عام 1318 في معركة دوندالك في مقاطعة لاوث. وكانت الحملة جزءًا من حرب الاستقلال الإسكتلندية الأولى والصراع بين الأيرلنديين والنورمان الإسكتلنديين والنورمان الأيرلنديين.
بعد انتصار روبرت في معركة بانوكبورن، قرر توسيع حربه ضد أسرة بلانتاجانت، بإرسال جيش بقيادة أخيه الأصغر إدوارد لغزو أيرلندا. ودعا بعض الأيرلنديين الأصليين روبرت لإرسال جيش لطرد المستوطنين النورمان الأيرلنديين، وفي المقابل سيتوجون شقيقه ليكون الملك السامي لأيرلندا. وكان السبب الآخر للحملة هو أن أنصار أسرة باليول المنفية فروا إلى أيرلندا بعد القتال في بانوكبورن وكانوا يشكلون تهديدًا خطيرًا. قاد هؤلاء الرجال جون ماكدوغال من لورن، الذي كان ابن عم جون كومين، ابن شقيق الملك جون باليول. وأدى قتل بروس لكومين، والاحتكاكات السابق، في عام 1306 إلى اندلاع حرب أهلية دموية على عرش إسكتلندا، والتي كان الملك روبرت قد انتصر فيها في بانوكبورن، وكان يحاول بعدها إنهاء الحرب من خلال الاستيلاء على آخر معقل متبقٍ لهم.
انتهت الحملة فعليًا بهزيمة إدوارد وموته في معركة دوندالك عام 1318.

## الخلفية التاريخية
بحلول أوائل القرن الرابع عشر، لم يكن يحكم أيرلندا ملك سامٍ منذ رويدري ماك تايرديلباخ أو كونشوبير (روري أوكونور) الذي عزله ابنه عام 1186. علاوة على ذلك، ادعت سلالة بلانتاجانت الحق في السيطرة على أيرلندا عبر المرسوم الباباوي لودابيليتر عام 1155 وحكمت بشكل غير مباشر معظم الجزء الشرقي من الجزيرة. قسمت البلاد بين السلالات الغالية التي نجت من غزو سلطة أيرلندا التابعة للنورمان الأيرلنديين.
في عام 1258، انتخب بعض الأرستقراطيين الغاليين بريان أو نيل ملكًا ساميًا. ولكنه هزم على يد النورمان في معركة داونباتريك عام 1260.

## غزو أيرلندا
في عام 1315 أرسل ملك إسكتلندا روبرت بروس شقيقه الأصغر إدوارد بروس لغزو أيرلندا. وكانت هناك عدة نظريات حول الدوافع وراء حملة بروس في أيرلندا. إحدى النظريات هي أن روبرت بروس رأى أيرلندا كدولة غالية كلتية مشابهة، إذ تشترك كل من إسكتلندا وأيرلندا بنفس الأصول، وادعت أسرة بروس أيضًا أن أصولهم الأيرلندية تعود إلى أويف ماكمورو، وعلى هذا النحو اعتبر أن من واجبه تحرير الجزيرة من السيطرة الإنجليزية. واقترحت نظرية أخرى لغزو أيرلندا وهي استنزاف إنجلترا من الرجال والمواد والتمويل وحتى استغلال الموارد في أيرلندا لصالح إسكتلندا، وهي جبهة ثانية في الحرب المستمرة، إذ اعتمدت إنجلترا بشكل كبير على أيرلندا للحصول على الموارد وكذلك حرمان الإنجليز من عائدات الضرائب الأيرلندية المساهمة في المجهود الحربي. أصبح ذلك أمرًا بالغ الأهمية عندما فقد الملك روبرت السيطرة على جزيرة مان لصالح الإسكتلنديين المدعومين من النورمان في يناير عام 1315، ما فتح تهديدًا لجنوب إسكتلندا وجنوبها الغربي، وفتح أيضًا مصدرًا محتملًا لمساعدة إنجلترا من النورمان الأيرلنديين والغاليين الأيرلنديين.
يضاف إلى ذلك طلب مساعدة من ملك تير إيوغين (تيرون) دومنال ماك براين أونيل (دونال أو نيل). كان أو نيل منزعجًا من التوغلات النورماندية إلى الجنوب الشرقي (دي فيردون)، والشرق (أُجراء إيرل أولستر) والغرب (أيضًا من قبل إيرل أولستر) لمنطقة تير إيوغين. وليحتفظ الملك بأراضيه، طلب مع 12 من أتباعه وحلفائه المساعدة من إسكتلندا. وافق الأخوان بروس، بشرط أن يدعموا إدوارد كملك لأيرلندا. تصور الأخوان نفسيهما على أنهما حاكمان منفصلان لإسكتلندا وأيرلندا. فيستعيد روبرت جزيرة مان، وربما يهاجم إدوارد ويلز، بدعم من الويلزيين. تضمنت رؤيتهما «تحالفًا غاليًا كبيرًا ضد إنجلترا» بين إسكتلندا وأيرلندا، وكلا البلدين لهما تراث ولغة وثقافة مشتركة.
عندما وافق أو نيل على الشروط بنفسه ونيابة عن أتباعه، بدأت الاستعدادات. تلقى روجر مورتيمر، البارون الثالث مورتيمر، أخبارًا من مصادر أيرلندية في ذلك الوقت تقريبًا بأن الغزو كان على وشك الحدوث، وشق طريقه إلى أيرلندا، حيث استولى على الأرض بشكل رئيسي في محيط القلعة وعلى بلدة تريم. كان قد حارب من قبل ضد أسرة بروس في بانوكبورن حيث أسر وأطلق سراحه لإعادة الختم الملكي للملك إدوارد الثاني، الذي فقد في تلك الهزيمة.
اجتمع البرلمان الإسكتلندي في آير في 26 أبريل عام 1315، عبر القناة الشمالية مباشرةً من أنتريم. نظرًا إلى أن الملك روبرت لم يكن لديه ابن شرعي بعد، فقد أعلن إدوارد وريثه القانوني وخليفته كملك للإسكتلنديين وجميع الألقاب الأخرى في حالة وفاته. وقد تجمع أسطول إدوارد للغزو هناك، بعد أن تلقى نداءات منذ ما لا يقل عن الشهر.